# Gribingui
Le Gribingui est une rivière de République centrafricaine, affluent du Bamingui.

## Géographie
Il prend ça source à 400m environ à l'Ouest dans la localité de Mbousa République centrafricaine
Le Gribingui est une rivière longue de 434 km, avec un dénivelé total de 235 m se jetant dans le Bamingui près d'Iréna. Il arrose la ville de Kaga-Bandoro où son débit moyen est de 29,8 m3/s pour un bassin collecteur de 5 680 km2,.

## Histoire
Les sources du Gribingui furent décrites pour la première fois en juillet 1898 par les explorateurs Toussaint Mercuri et Ferdinand de Béhagle lors de leurs voyages commerciaux dans la région.

## Affluents
- La Dokouma
- La Nana (ou Mandala)
- Le Kodo
- Le Mbaro
- La Vassako (ou Bangalélé)